# HMAS Coolebar
HMAS Coolebar – trałowiec pomocniczy i okręt zaopatrzeniowy z okresu II wojny światowej należący do Royal Australian Navy.

## Historia
Wodowany w 1911 kabotażowiec Coolebar został zbudowany w stoczni Ardrossan Drydock & Shipbuilding Co w Ardrossan na zamówienie North Coast Steam Navigation Company.  Pod koniec 1929 statek został sprzedany firmie Holm & Company z Wellington w Nowej Zelandii gdzie otrzymał nową nazwę „Himatangi”.  W latach 1931–38 kilkakrotnie zmieniał właścicieli, aż w 1938 został ponownie zakupiony przez North Coast Steam Navigation Company i przywrócono mu oryginalne imię.
20 października 1939 został wcielony do Royal Australian Navy i przystosowany do roli trałowca pomocniczego.  HMAS Coolebar (FY84) wszedł do służby 18 grudnia, jego dowódcą był komandor porucznik (rezerwy) Peter M. MacIntosh.
W latach 1940–42 bazował w Sydney jako część Minesweeping Group 50.  Planowano zwrócić go właścicielowi i 18 lutego 1943 został wycofany do rezerwy ale po zatopieniu okrętu transportowego HMAS „Patricia Cam” zdecydowano na pozostawienie okrętu w służbie.  1 lipca 1943 ponownie wszedł do służby tym razem jako okręt zaopatrzeniowy (stores carrier) z numerem taktycznym (pennant number) J25, pod dowództwem podporucznika marynarki Kennetha O. Shatwella.  Jeszcze w lipcu Coolebar opuścił Sydney płynąc do Darwin zawijając po drodze do Brisbane, Townsville i Thursday Island.
Coolebar przybył do Darwin na początku sierpnia gdzie obsługiwał bazę HMAS „Melville”, przewożąc zaopatrzenie pomiędzy Darwin i Sydney.  Okręt został wycofany ze służby 1 czerwca 1945, odkupiony przez RAN od właściciela 7 grudnia ale ostatecznie sprzedany firmie A.J. Ellerker 17 lipca 1946.
W 1948 statek został zakupiony przez firmę Fu Chan z Kantonu i otrzymał nową nazwę – East River.  Zatonął w przystani w Newcastle, statek został podniesiony w częściach i sprzedany na złom.